# Zhou Zhuoru
Dans ce nom chinois, le nom de famille, Zhou, précède le nom personnel.
Pour les articles homonymes, voir Zhou.
Zhou Zhuoru est une gymnaste chinoise, née le 14 septembre 1988 à Fushun, dans la province du Liaoning.

## Palmarès

### Championnats du monde
- Aarhus 2006
  -  médaille d'or au concours général par équipes
  - 12e au concours général individuel

### Jeux asiatiques
- Doha 2006
  -  médaille d'or au concours général par équipes
  -  médaille d'argent au concours général individuel